# Съвет за федерално правосъдие на Бразилия
Съветът за федерално правосъдие (на португалски: Conselho da Justiça Federal) е висш ръководен орган в Бразилия, който упражнява административен и бюджетен контрол върху първо- и второинстанционните органи на федерланото правосъдие в Бразилия. Като централен орган на федералното правосъдие в Бразилия Съветът за федерално правосъдие има задачата да осигурява интегритета на системата и управлението на човешките и материалните ресурси на органите на федералната съдебна система.

## История
Съветът за федерално правосъдие е създаден на 30 май 1966 г. със закон No 5.010. Юрисдикцията на съвета по-късно е регулирана със закон No 7.746 от 30 март 1989 г. На 14 октомври 1992 г. закон No 8.742 отменя разпоредите на закона от 1989 г., отнасящи се до състава, администрацията и юрисдикцията на съвета. Конституцията от 1988 г. упълномощава Съвета за федерално правосъдие да осъществява съвместно с Висшия съд административен и финансов контрол над органите на федералното правосъдие от първото и второто равнище на системата. С 45-ото изменение на Бразилската конституция от 2004 г. Съветът за федерално правосъдие е издигнат до централен орган на федералната правораздавателна система и е удостоен с дисциплинарни правомощия, а решенията му придобиват задължителен ефект. Правомощията на съвета са разширени допълнително със закон No. 11.798 от 29 октомври 2008 г.

## Състав
Съставът на Съвета за федерално правосъдие се състои от:
- председателя и заместник-председателя на Висшия съд на Бразилия,
- четирима съдии и техните заместници от Висшия съд на Бразилия;
- председателите на шестте регионални федерални съдилища в Бразилия, които в случай на отсъствие се заместват от заместник-председателите на съответните съдилища.